# علاج بالسورالين والأشعة فوق البنفسجية
هو علاج بالأشعة فوق البنفسجية لمرض الاكزيما (التهاب الجلد)، الصدفية، داء رفض العائل للطعم، البهاق، فطار فطراني، نظيرة الصدفية الكبيرة اللويحات (لمفوما جلدية تائية الخلايا ) وباستخدام تأثيرات دواء السورالين.:686
```
يؤخذ السورالين عن طريق الفم  حيث انه يجعل الجلد يتأثر بالحساسية ثم يتعرض الجلد للأشعة فوق البنفسجية .
```

العلاج الضوئي هو الاستخدام العام لمركبات حساسة للضوء غير سامة، تصبح هذه المركبات سامة للخلايا الخبيثة وغيرها من الخلايا المريضة عند تعرضها لضوء. ومع ذلك يعتبر العلاج بالأشعة فوق البنفسجية تقنية منفصلة عن العلاج الضوئي.

## الآلية
```
يعتبر السورالين من المواد التي تجعل الجلد أكثر حساسية لضوء الأشعة فوق البنفسجية. وهو من العوامل الحساسة الموجودة في النباتات بشكل طبيعي ويتم تصنيعها أيضا. يوخذ السورالين كحبوب (بشكل منتظم) أو يمكن وضعها مباشره على الجلد، عن طريق نقع الجلد في المحلول الذي يحتوي على السورالين . يسمح السورالين لطاقة الاشعة فوق البنفسجية لتكون فعاله في جرعات أقل. 
```

يصبح السورالين فعال للغاية في إزالة الصدفية والبهاق عندما يتم تعريض جلد المريض للإشعاع الفوق بنفسجي طويل الموجة UVA .
في حاله البهاق، يعمل السورالين على زيادة حساسية الخلايا الصباغية ( وهي الخلايا التي تصنع لون البشرة ) لضوء الاشعه فوق البنفسجية. تحتوي الخلايا الصباغية أو الميلانية على مستشعرات تكشف عن الاشعه فوق البنفسجية وتحفز تصنيع لون البشرة البني. هذا اللون يحمي الجسم من الآثار الضارة للضوء الأشعة فوق البنفسجية.
يمكن للطبيب واخصائيي العلاج الفيزيائي اختيار جرعه البدء من الاشعه فوق البنفسجية على أساس نوع جلد المريض. سيتم زيادة جرعه الاشعه فوق البنفسجية في كل علاج حتى يبدا الجلد في الاستجابة، عاده عندما يصبح اللون وردي قليلا.
تقوم بعض العيادات باختبار الجلد قبل العلاج، من خلال تعريض منطقه صغيره من جلد المريض للاشعه فوق البنفسجية، بعد ابتلاع السورالين.
تسمى جرعه الاشعة الفوق بنفسجية طويلة الموجة UVA التي تنتج احمرار موحد بعد 12 ساعة بجرعة الحد الأدنى من الجرعة السمية الضوئية (mpd) ، أو جرعه حمامي الحد الأدنى (MED) وتعتبر جرعه البداية للعلاج .

### العلاج بالأشعة فوق البنفسجية
على أقل تقدير بالنسبة للبهاق، يستخدم العلاج الضوئي الأشعة الفوق بنفسجية ضيقة النطاق (B (UVB وهو أكثر شيوعا من الأشعة الفوق بنفسجية لأنه لا يتطلب استخدام السورالين.
```
كما هو الحال مع الاشعة فوق البنفسجية، يتم العلاج من 2-3 مرات في الأسبوع في عيادة أو كل يوم في المنزل، وليس هناك حاجه لاستخدام السورالين.
```

العلاج بالأشعة فوق البنفسجية ضيق النطاق (علاج بالضوء) اقل فعالية للساقين واليدين، بالمقارنة مع الوجه والرقبة. بالنسبة لليدين والساقيين العلاج بالأشعة فوق البنفسجية قد يكون أكثر فعالية. السبب وراء ذلك أن الاشعة البنفسجية طويلة الموجة UVA تخترق الجلد بشكل أعمق. بالإضافة إلى ان الخلايا الصباغية في جلد اليدين والساقيين أعمق في الجلد ولا تصل الأشعة فوق البنفسجية ضيقة النطاق إلى الخلايا الصباغية فيها .

## الآثار الجانبية والمضاعفات
بعض المرضى يعانون من الغثيان والحكة بعد تناول مركب سورالين. يعد العلاج بالحمام المائي (puva). لهؤلاء المرضى قد يكون خيارا جيدا.
الحمام المائي PUVA هو حمام تنقع فيه اليدين أو القدمين في محلول مخفف من الميثوكزالين.
وقد ارتبط استخدام العلاج الأشعة فوق البنفسجية على المدى الطويل مع ارتفاع معدلات سرطان الجلد.
أكثر المضاعفات اهميه للعلاج ب الاشعة فوق البنفسجية للصدفية هو سرطان الجلد . ويشمل المكونان المسرطنان في هذا العلاج الإشعاع غير المؤين من الضوء UVA ، فضلا عن تفاعل سورالين مع الحمض النووي. وتسهم كلتا العمليتين سلبا في عدم استقرار جينوم -مجين- (مجموعة المعلومات الوراثية التي تحملها الكروموسومات.

## التاريخ
في مصر حوالي 2000 قبل الميلاد، تم فرك عصير الخلة الشيطانية على بقع من البهاق وبعد ذلك تم تشجيع المرضي على الاستلقاء في الشمس. في القرن الثالث عشر، عولج البهاق بصبغه من العسل والبذور المسحوقة لنبته تسمي «اياتريال» التي كانت وفيرة في وادي نهر النيل. ومنذ ذلك الحين عرفت النبتة على انها (MAJUS )  يحتوي علي كميات كبيره من كل من بيرغابتين وميثوكزالين ، وهما مشتقات سورالين معروفه جيدا بتأثرها بالضوء.
في 1890 نيلس فينسن من كوبنهاغن طورت آلة لعلاج الامراض الجلدية باستخدام الأشعة فوق البنفسجية.
وفي 1900، طور المهندس الكهربائي الفرنسي، غوستاف تروف ا آلة مع سلسله من المشعات الخفيفة المحمولة لعلاج الامراض الجلدية مثل الذئبة والورم الظهاري. ولم تكن هذه آلات متاحه الا في شكل مركب كيميائيا منذ السبعينات.
في الاربعينات من القرن العشرين، استخدم البروفيسور عبد المنعم المفتي من كليه الطب بجامعه القاهرة الميثوكزالين البلورية تليها أشعه الشمس لعلاج البهاق. بدا هذا تطوير العلاج puva الحديثة لعلاج البهاق.
وهذه بداية تطوير العلاج بالأشعة فوق البنفسجية الحديثة لعلاج البهاق، والصدفية، وغيرها من امراض الجلد.